# People’s Party of Arunachal

Das Wahlsymbol der PPA auf Stimmzetteln ist ein Maiskolben

People’s Party of Arunachal (PPA, „Volkspartei von Arunachal“) ist eine Regionalpartei im Bundesstaat Arunachal Pradesh in Nordostindien.

## Parteigeschichte
Die Partei wurde am 10. April 1977 durch Bakin Pertin in Pasighat gegründet. Die Idee war es, eine regionale Partei zu schaffen, die spezifisch die Interessen Arunachal Pradeshs (damals noch ein Unionsterritorium und erst ab 1987 ein vollwertiger Bundesstaat) zu vertreten. Vom 18. September 1979 bis zum 2. November 1979 stellte die Partei mit Tomo Riba sogar kurzzeitig den Chief Minister von Arunachal Pradesh. Tomo Riba war auch der erste Parteivorsitzende. Als 1988/89 die Janata Dal gegründet wurde, schloss sich Riba zusammen mit dem größten Teil der PPA-Parteikader der neuen Partei an. Die PPA löste sich dadurch nahezu vollständig auf und es blieb nur noch eine kleine regionale Splittergruppe, mit dem Status einer registrierten Partei, aber nicht mehr der einer Bundesstaatspartei (state party). Nach einem längeren Schattendasein reorganisierte sich die Partei auf ihrer Parteiversammlung am 22. August 2007 und gewann seitdem wieder an politischem Gewicht. Bei den Wahlen zum Regionalparlament von Arunachal Pradesh 2009 konnte sie erstmals seit 1984 wieder gewählte Abgeordnete ins Parlament entsenden. 2009 wurden vier, und 2014 fünf Abgeordnete gewählt.
Bei der Wahl in Arunachal Pradesh 2014 gewann die PPA 5 Wahlkreise, während die Kongresspartei 42 Wahlkreise gewann und anschließend die Regierung unter Chief Minister Nabam Tuki stellte. Am 20. Dezember 2014 gaben auch die fünf Abgeordneten der PPA ihren Übertritt zur Kongresspartei bekannt. Zur Begründung gaben sie an, als Mitglieder der Regierungspartei besser den Interessen ihrer Wähler dienen zu können. Im Dezember 2015 bahnte sich allerdings eine Krise in der regierenden Kongresspartei an. Eine Fraktion von anfänglich 16 Abgeordneten unter der Führung von Kalikho Pul spaltete sich von der Kongresspartei ab und forderte die Abwahl des amtierenden Chief Ministers Nabam Tuki. Die Zahl der Kongresspartei-Dissienten vergrößerte sich in der Folgezeit durch Überläufer, die Regierung verlor ihre Mehrheit und am 19. Februar 2016 wurde Kalikho Pul mit den Stimmen der Kongresspartei-Dissidenten und den Stimmen der Oppositionsparteien zum neuen Chief Minister von Arunachal Pradesh gewählt. Die auf 30 Mitglieder angewachsene Kongress-Dissidentenfraktion (einschließlich Puls) trat am 4. März 2016 geschlossen zur PPA über, so dass die Partei damit plötzlich 30 von 60 Abgeordneten im Parlament von Arunachal Pradesh sowie den Chief Minister stellte. Nachdem der Oberste Gerichtshof die ganzen Geschehnisse um die Wahl Puls am 13. Juli 2016 für illegal erklärt hatte, kehrten die Kongresspartei-Dissidenten wieder in die Kongresspartei zurück und die personelle Stärke der PPA im Parlament von Arunachal Pradesh reduzierte sich auf Null.

## Bisherige Wahlergebnisse
Die folgende Tabelle zeigt die Wahlergebnisse zum Parlament von Arunachal Pradesh, das anfänglich 30 Abgeordnete, und ab dem Jahr 1987 60 Abgeordnete zählte, sowie zur Lok Sabha. Für die Wahlen zur Lok Sabha ist Arunachal Pradesh in zwei Wahlkreise eingeteilt. Der aufgeführte Stimmenanteil bei gesamtindischen Wahlen bezieht sich dabei auf ganz Indien. Zwischen 1990 und 2004 ist die Partei nicht durch die Indische Wahlkommission bei den Ergebnissen aufgeführt. Entweder nahm sie nicht an den Wahlen teil, oder erzielte nur sehr geringe Stimmenergebnisse.
| Jahr | Wahl                                     | Stimmen | Stimmenanteil† | Parlamentssitze |
| ---- | ---------------------------------------- | ------- | -------------- | --------------- |
| 1978 | Parlamentswahl in Arunachal Pradesh 1978 | 48.075  | 30,2 %         | 8/30            |
| 1980 | Wahl zur Lok Sabha 1980                  | 69.810  | 00,04 %        | 0/542           |
| 1980 | Parlamentswahl in Arunachal Pradesh 1980 | 70.006  | 40,98 %        | 13/30           |
| 1984 | Wahl zur Lok Sabha 1984                  | 78.455  | 00,03 %        | 0/542           |
| 1984 | Parlamentswahl in Arunachal Pradesh 1984 | 34.910  | 15,54 %        | 4/30            |
| 1989 | Wahl zur Lok Sabha 1989                  | 96.181  | 00,03 %        | 0/543           |
| 2009 | Wahl zur Lok Sabha 2009                  | 5.996   | <0,01 %        | 0/543           |
| 2009 | Parlamentswahl in Arunachal Pradesh 2009 | 41.780  | 7,27 %         | 4/60            |
| 2014 | Wahl zur Lok Sabha 2014                  | 47.018  | 00,02 %        | 0/543           |
| 2014 | Parlamentswahl in Arunachal Pradesh 2014 | 45.532  | 8,96 %         | 5/60            |